# Obernzell
Obernzell é um município da Alemanha, situado no distrito de Passau, no estado da Baviera. Tem 18,25 km² de área, e sua população em 2019 foi estimada em 3.763 habitantes.